# Раздольная (Курганская область)
Раздольная — деревня в Юргамышском районе Курганской области. Входит в состав Красноуральского сельсовета.

## История
До 1917 года в составе Кипельской волости Челябинского уезда Оренбургской губернии. По данным на 1926 год деревня Озерки состояла из 118 хозяйств. В административном отношении входила в состав Юргамышского сельсовета Юргамышского района Курганского округа Уральской области.
В 1964 году Указом Президиума ВС РСФСР деревня Озерки переименована в Раздольная.

## Население
| 1989 | 2002 | 2010 |
| ---- | ---- | ---- |
| 139  | ↘129 | ↗132 |

По данным переписи 1926 года в деревне проживало 559 человек (262 мужчины и 297 женщин), в том числе: русские составляли 99 % населения.